# 2D
2D (sau bidimensional) desemnează o tehnică de redare simplificată a obiectelor reale (care au 3 dimensiuni: înălțime, lățime și adâncime).
La redarea în 2 dimensiuni pe un mediu (sau suport) plan (de ex. pe o foaie de hârtie, un ecran de TV, un monitor de calculator) se renunță la redarea detaliilor privitoare la una din cele 3 dimensiuni ale obiectului real, de cele mai multe ori la adâncime. În acest fel reprezentarea este schematizată și simplificată, lipsită de profunzime. Exemple: desene tehnice; filme de desene animate mai vechi.
În unele cazuri reprezentarea în 2D pe un suport plan sau, mai general, bidimensional, este totuși cât se poate de satisfăcătoare. Exemple: tipare de croitorie, la proiectul fațadei unei case și altele.
Omul a creat imagini 2D încă din preistorie.